# آلانا بلاهوسکی
آلانا بلاهوسکی (انگلیسی: Alana Blahoski؛ زادهٔ ۲۹ آوریل ۱۹۷۴) بازیکن هاکی روی یخ اهل ایالات متحده آمریکا بود.